# Simoselaps
Simoselaps – rodzaj jadowitych węży z rodziny zdradnicowatych (Elapidae).

## Zasięg występowania
Rodzaj obejmuje gatunki występujące w Australii. 

## Systematyka

### Etymologia
Simoselaps: gr. σιμος simos „zadartonosy, wygięty w górę”; ελλοψ ellops, ελλοπος ellopos (także ελοψ elops, ελοπος elopos) „rodzaj jakiegoś węża”.

### Podział systematyczny
Do rodzaju należą następujące gatunki:
- Simoselaps anomalus (Sternfeld, 1919)
- Simoselaps bertholdi (Jan, 1859)
- Simoselaps littoralis (Storr, 1968)
- Simoselaps minimus (Worrell, 1960)